# Topsy-Turvy - Sotto-sopra
Topsy-Turvy - Sotto-sopra (Topsy-Turvy) è un film del 1999 diretto da Mike Leigh.

## Trama
I protagonisti sono i due più grandi autori di opera comica dell'Inghilterra vittoriana: Gilbert e Sullivan. La storia raccontata dal film è quella, vera, della creazione e della successiva messa in scena del loro capolavoro, Il Mikado, che avrebbe decretato il loro rinnovato trionfo (è l'opera di teatro musicale più rappresentata della storia) dopo un periodo di crisi creativa.

## Riconoscimenti
- 2000 - Premio Oscar
  - Migliori costumi a Lindy Hemming
  - Miglior trucco a Christine Blundell e Trefor Proud
  - Candidatura alla migliore sceneggiatura originale a Mike Leigh
  - Candidatura alla migliore scenografia a Eve Stewart e John Bush
- 2000 - Premio BAFTA
  - Miglior trucco a Christine Blundell
  - Candidatura al miglior film britannico a Simon Channing Williams e Mike Leigh
  - Candidatura al miglior attore protagonista a Jim Broadbent
  - Candidatura al miglior attore non protagonista a Timothy Spall
  - Candidatura alla migliore sceneggiatura originale a Mike Leigh
- 1999 - Festival di Venezia
  - Miglior interpretazione maschile a Jim Broadbent
  - Candidatura al Leone d'oro a Mike Leigh
- 1999 - New York Film Critics Circle Award
  - Miglior film
  - Migliore regia a Mike Leigh